# La scala del sogno
La scala del sogno (Up the Ladder) è un film muto del 1925 diretto da Edward Sloman. Adattata per lo schermo da Grant Carpenter, la sceneggiatura di Tom McNamara si basava sul lavoro teatrale Up the Ladder di Owen Davis, andato in scena a New York il 6 marzo 1922.

## Trama
Jane Cornwall, una giovane ereditiera innamorata di James Van Clinton, sacrifica parte della sua cospicua fortuna per finanziare le ricerche del fidanzato. James, così, può mettere a punto la sua invenzione, la Tele-vision-scope, che incontra un grande successo, permettendogli di poter sposare Jane. Dopo cinque anni, però, James comincia a trascurare sia la moglie che il lavoro. Le sue attenzioni vanno a Helen Newhall, la migliore amica della moglie. Jane, a conoscenza della relazione, decide di non intervenire. Il marito si trova alle prese con una nuova crisi finanziaria e deve ricorrere di nuovo al denaro di Jane. Ma la moglie, a questo punto, prende in mano le redini dell'azienda mettendo lui in posizione subordinata. James rimette la testa a posto: lavorando duro, torna a capo dell'azienda. E si riconcilia con la moglie.

## Produzione
Il film fu prodotto dall'Universal Pictures (con il nome Universal Jewel). Venne girato in California all'Universal Studios, al 100 di Universal City Plaza, a Universal City.

## Distribuzione
Il copyright del film, richiesto dalla Universal Pictures Corp., fu registrato il 30 gennaio 1925 con il numero LP21088.
Distribuito dall'Universal Pictures (con il nome Universal Jewel), il film uscì nelle sale cinematografiche statunitensi il 3 maggio 1925. Venne distribuito anche in Portogallo il 29 dicembre 1927 con il titolo O Último Degrau. In Italia, distribuito dall'Universal in una versione di 1.635 metri, ottenne nel febbraio 1926 il visto di censura 22427.
Copia completa della pellicola si trova conservata negli archivi della UCLA Film and Television Archive di Los Angeles.